# Kholouï
Kholouï (en russe : Хо́луй) était antérieurement une sloboda, puis à partir de 1946 une commune urbaine, et actuellement un village du raïon de Iouja dans l'oblast d'Ivanovo. Elle se trouve sur le cours de la rivière Teza 
Sa population diminue depuis les années 2000 et s’élevait en 2010 à 855 habitants. La commune est inscrite dans la liste des villes historiques de Russie.

## Toponymie
On appelait kholouï dans la Rus', une claie, nasse ou filet, tissé au moyen de branchettes de saule des étangs et destiné à pêcher des poissons. Grâce à ces filets, la rivière est séparée en sections obliques sans traverser toute la largeur du cours d'eau. Selon la légende, lors de l'invasion mongole de la Rus', la population a fui la région de Souzdal pour s'installer le long de la rivière Teza, où elle a fabriqué des nasses qui ont donné son nom au village. Les berges étaient couvertes de fourrés impénétrables qui protégeaient les habitants en fuite.
L'écrivain et ethnographe Sergueï Maksimov(1831-1901) rapporte, quant à lui, que le nom du village Kholouï désigne une berge de rivière sur laquelle le courant dépose du sable, des débris divers et des arbres entiers déracinés. C'est dans ce sens que le nom a été conservé dans les régions du Nord, tandis que dans le village même de Kholouï, cette signification s'est perdue.

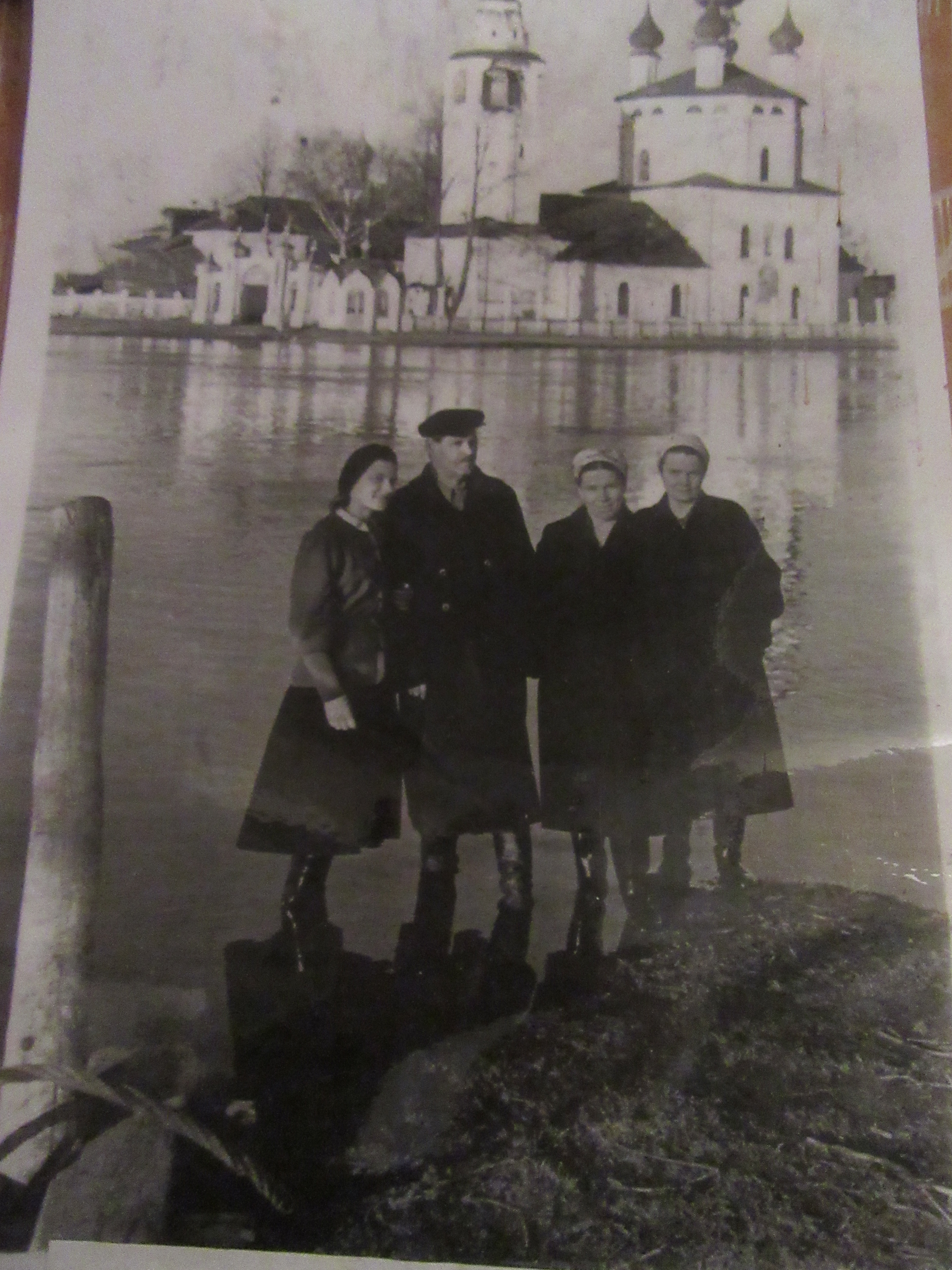
Le village de Kholouï en avril sous les eaux

## Histoire
Ce sont des habitants originaires de Souzdal qui auraient, selon la légende, trouvé refuge le long des berges de la Teza, lors des invasions mongoles au XIIIe siècle.
La première mention de Kholoui dans le district de Souzdal date du XIVe siècle. Ceci dans une charte du tsar Ivan le Terrible, datant de 1546, et relative à l'exemption de taxes pour un marais salant dépendant de la Laure de la Trinité-Saint-Serge, située sur un "Kholouiou", (cet endroit désignant un cours d'eau aux berges marécageuses).
En 1612, les habitants de Kholouï partent à la guerre, encadrés dans les rangs des troupes de Kouzma Minine et Dmitri Pojarski, pour libérer Moscou lors de la guerre polono-russe (1605-1618). Le bourg de Kholoui passe ensuite successivement dans les domaines de la laure de la Trinité-Saint-Serge, de la famille Galitzine, de la famille Kourakine, de la famille Bobrinski. Après l'abolition du servage de 1861, les serfs sont transformés en paysans de l'État, libres mais ne possédant pas de terres.
À cette époque, Kholouï était déjà renommée pour son commerce. Quatre foires y étaient organisées chaque année et étaient intégrées à un circuit commercial comprenant également les villes de Nijni Novgorod et de Mstiora. Les jours d'ouverture de son marché couvert (Gostiny Dvor), trois cents boutiques et une centaine d'étals se dressaient des deux côtés de la rivière Téza. Le bourg devint ainsi un centre de production d'icônes saintes bon marché, distribuées ensuite par des marchands ambulants, des colporteurs dans l'Empire russe.

## Population
Au XIXe siècle, la population dépassait les 2 000 habitants. Depuis le début du XXIe siècle, elle se situe aux environs de 1 000 habitants et a tendance à diminuer.

## Peinture

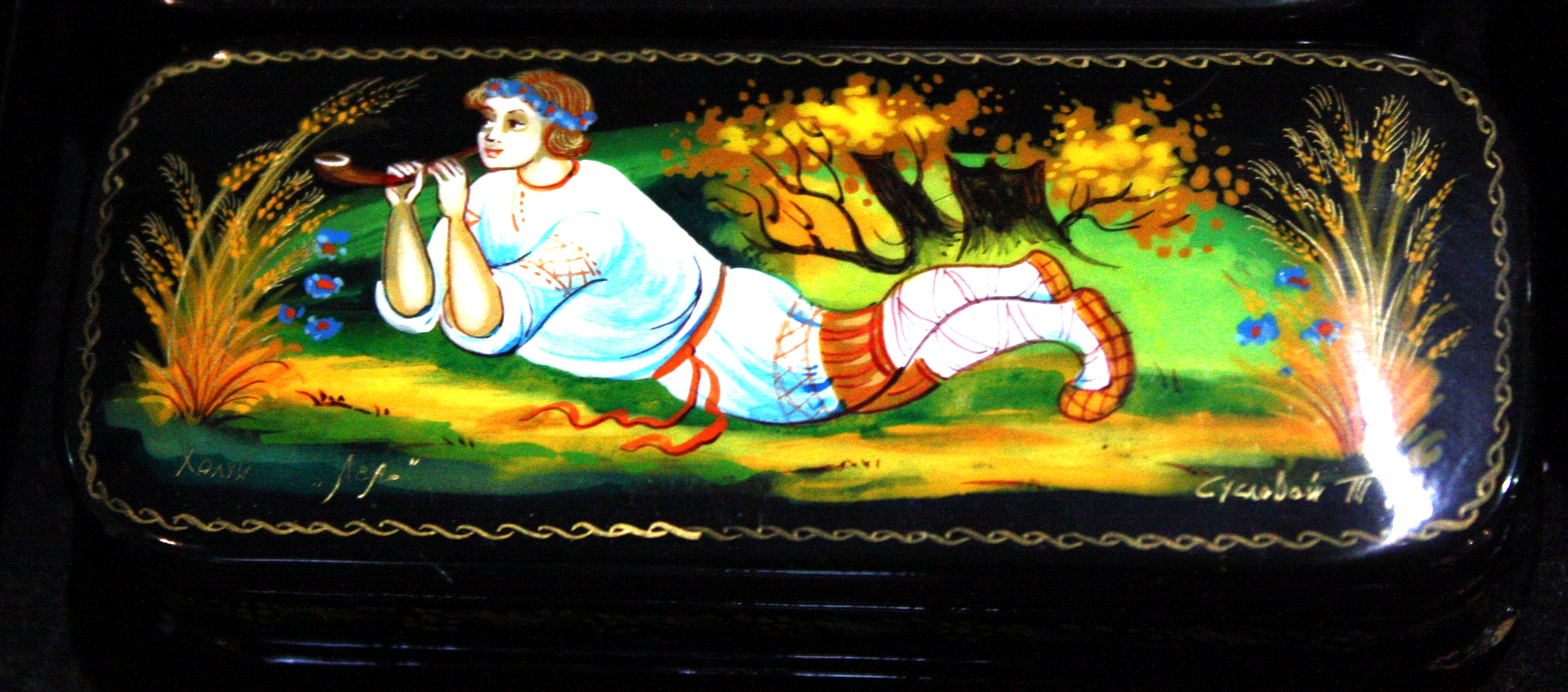
miniature laquée de Russie

La production iconographique de Kholouï est réunie dans des livres d'inventaire des propriétés et des habitants durant les années 1628 à 1661. Dans un oukase daté de 1667, on lit que : « les villageois, sans avoir de compréhension du respect dû aux écritures saintes, peignent des icônes saintes sans raisonner et sans crainte ». Contrairement aux peintres de Mstiora et de Palekh, ils s'écartent des canons sévères de l'iconographie et ajoutent à leur peinture les traits populaires des louboks. C'est ainsi que dans cette peinture de Kholouï, on retrouve, davantage que dans celle de Palekh et Mstiora, les traditions nationales et populaires du XIVe siècle de Souzdal et de Vladimir. Celles-ci sont caractérisées par le laconisme du langage visuel, la concision dans l'image, et la monumentalité des compositions.
Les icônes de Kholouï diffèrent non seulement de celles de Russie, mais aussi de celles des autres pays orthodoxes. Elles se retrouvent dans de nombreuses villes, et en particulier, à Moscou et Saint-Pétersbourg à la cathédrale Saint-Sauveur-sur-le-Sang-Versé de Saint-Pétersbourg, à la cathédrale de la Dormition de Moscou au Kremlin.
Après la Révolution d'Octobre de 1917, le centre d'iconographie de Kholouï devient un foyer de production de miniatures laquées, réalisées à tempera, sur papier mâché. Le village devient un des quatre lieux les plus réputés de cet artisanat populaire dans la région. En 1928, c'était encore une filiale du centre de Mstiora, mais à partir de 1934, elle devient un artel indépendant.
À l'époque de la Grande guerre patriotique, une école artistique de Kholouï a été ouverte. Cela a permis de développer la vie artistique du village et de stimuler la vie culturelle de la région.

## Curiosités du village
- Maison-musée de Vassili Pouzanov-Moliov
- Musée d'art de l'État de Kholouï
- Église de la Trinité
- Chapelle Saint-Alexandre-Nevski
- Quai Alexandre-Nevski
- Écluse sur la Teza